# Регилинда
Регилинда —Родилась 30 ноября 864 года и была дочерью графа Тулузы Раймонда первого и Берты.Регелинда примерно в 886 году вышла за графа Перигора Гийома первого.Регелинда стала матерью Эммы Перигорской и графа Перигора Бернарда.Регелинда умерла в 30 ноября 907 года а возрасте 43 лет.Ее внучка вышла за графа Бозона де Ла Марш ставшего предком домов де Ла Марш и Перигор.Дальнейшая судьба Регелинды неизвестна. 
Семья:муж граф Перигора Гийома первый.Дети: 
Бернард(895-950) граф Перигора(918-950) 
Эмма(907-964)  
Неизвестный сын упомянутый в 942 году. 